# Petrer
Petrer (em valenciano e oficialmente) ou Petrel (em castelhano) é um município da Espanha na província de Alicante, Comunidade Valenciana. Tem 104,26 km² de área e em 2021 tinha 34 009 habitantes (densidade: 326,2 hab./km²).

## Demografia
| Variação demográfica do município entre 1991 e 2004 | Variação demográfica do município entre 1991 e 2004 | Variação demográfica do município entre 1991 e 2004 | Variação demográfica do município entre 1991 e 2004 |
| --------------------------------------------------- | --------------------------------------------------- | --------------------------------------------------- | --------------------------------------------------- |
| 1991                                                | 1996                                                | 2001                                                | 2004                                                |
| 24461                                               | 26505                                               | 30138                                               | 31919                                               |